# Dürnberger Moor
Dürnberger Moor este o arie protejată (arie specială de conservare — SAC, sit de importanță comunitară — SCI) din Austria întinsă pe o suprafață de 45,13 ha, integral pe uscat.

## Localizare
Centrul sitului Dürnberger Moor este situat la coordonatele 47°05′51″N 14°21′05″E / 47.0976°N 14.3513°E.

## Înființare
Situl Dürnberger Moor a fost declarat sit de importanță comunitară în iulie 1998 pentru a proteja 1 specie de plante. Situl a fost protejat și ca arie specială de conservare în februarie 2006.

## Biodiversitate
Situată în ecoregiunea alpină, aria protejată conține 6 habitate naturale: Fânețe de joasă altitudine (Alopecurus pratensis, Sanguisorba officinalis), Turbării active, Mlaștini turboase de tranziție și turbării mișcătoare, Mlaștini alcaline, Mlaștini împădurite, Păduri acidofile de Picea de la nivel montan la nivel alpin (Vaccinio-Piceetea).
La baza desemnării sitului se află o specie protejată de  plante: Hamatocaulis vernicosus.
Pe lângă speciile protejate, pe teritoriul sitului au mai fost identificate 20 de specii de plante.